# Atletiekmeeting voor Mon
De Atletiekmeeting voor Mon is een internationale atletiekmeeting, die georganiseerd wordt door Daring Club Leuven Atletiek.
Tijdens deze atletiekmeeting wordt trainer Mon Vanden Eynde herdacht. Vanden Eynde was trainer van onder anderen Ivo Van Damme, Gaston Roelants, Miel Puttemans en Andre De Hertoghe.
Tijdens de atletiekmeeting komen alle aspecten van de atletiek aan bod en de wedstrijdleiding richt zich vooral op een mengeling van Belgen, aangevuld met buitenlanders. De wedstrijd vindt plaats in de AtletiekArena Gaston Roelants.
Vele Belgische (zoals Sigrid Vanden Bempt in 2008), maar ook buitenlandse atleten (zoals Brenda Baar in 2009) krijgen hier de mogelijkheid om hun records te verbeteren of zich te plaatsen voor internationale kampioenschappen.